# Sự tiến hóa của ngựa

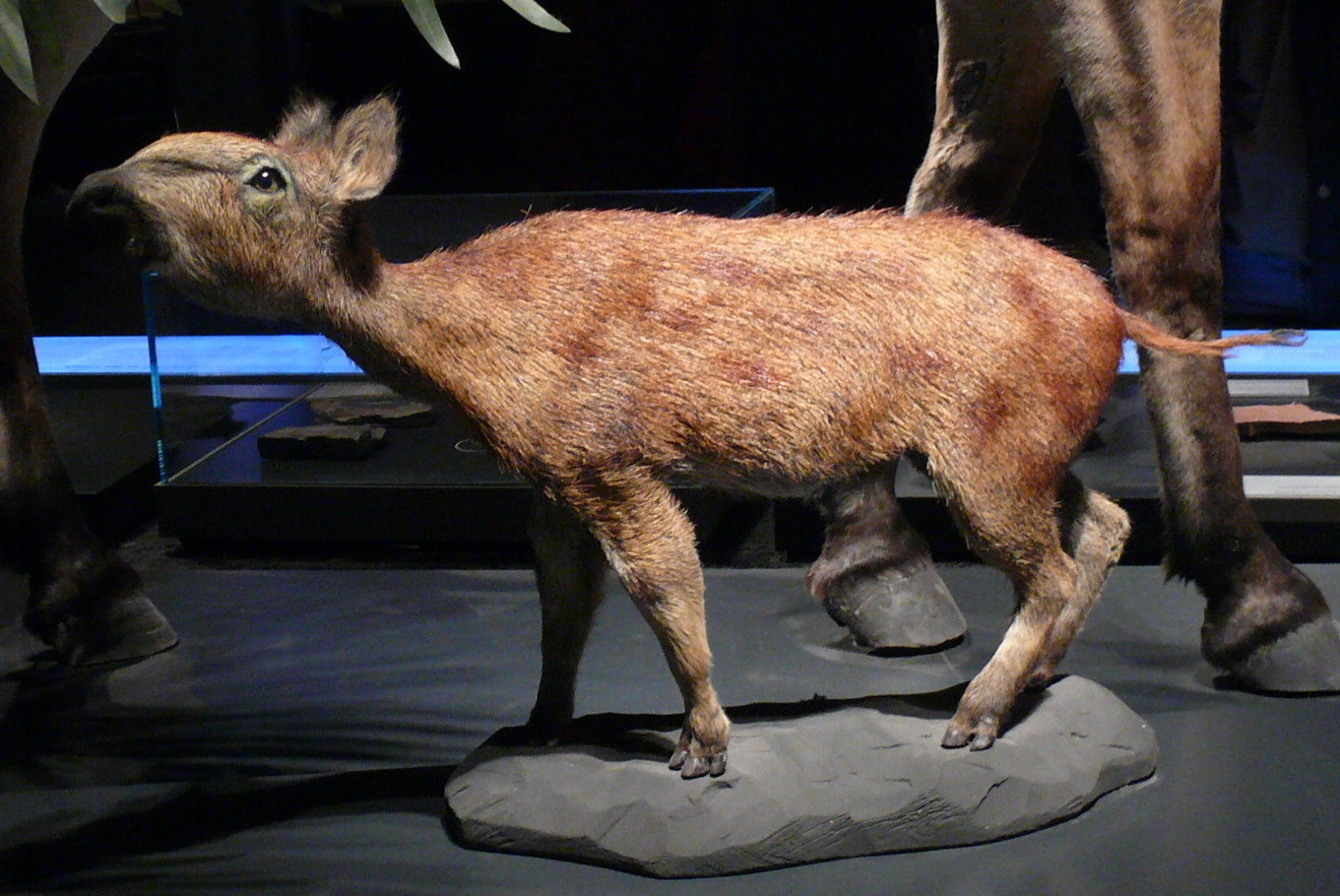
Eurohippus, một trong những tổ tiên của ngựa

Ngựa có một quá trình tiến hóa lâu dài. Các loài ngựa trong họ Ngựa hiện nay gồm có ngựa, ngựa vằn và lừa. Chúng cùng một tổ tiên rõ ràng sinh sống cách đây 4 triệu năm. 

## Tổ tiên
Những loại ngựa hiện nay chỉ là một phần nhỏ của một họ ngựa rộng lớn và có nhiều loại ngựa của thời xa xưa. Họ ngựa hiện hữu cách đây khoảng hàng chục triệu năm trước với loại ngựa tên Hyracotherium có niên đại khoảng 60 đến 45 triệu năm trước. còn được gọi là thủy tổ loài ngựa, hay Oohippus. Hyracotherium nặng khoảng 35 kg, cao khoảng 25 cm tới 50 cm và sống ở vùng Bắc Mỹ. Chúng có 4 ngón chân ở hai chân trước và 3 ngón ở hai chân sau. Răng của chúng thuộc loại nhỏ, chỉ để ăn lá cây và hoa quả.
Các hóa thạch cổ nhất đã biết của động vật dạng ngựa có niên đại từ Tiền Eocen, khoảng 54 triệu năm trước. Loài này, trong chi Hyracotherium (trước đây gọi là Eohippus), là động vật kích thước cỡ con cáo với 3 ngón tại các chân sau và 4 ngón tại các chân trước. Nó là động vật gặm cỏ trên các loại thực vật tương đối mềm và đã thích nghi với việc chạy. Sự phức tạp trong bộ não của nó gợi ý rằng nó là động vật thông minh và luôn cảnh giác. Các loài sau này đã suy giảm số lượng ngón chân và phát triển bộ răng thích hợp hơn với việc nghiền nhỏ cỏ và các thức ăn từ thực vật cứng hơn.

## Hình thành
Nhóm này trở nên tương đối to lớn hơn trong thế Miocen, với nhiều loài mới đã xuất hiện. Vào thời gian này, động vật dạng ngựa đã trở thành giống như ngựa thật sự hơn với sự phát triển hình dáng cơ thể điển hình của ngựa hiện đại. Nhiều loài trong số này phân bố trọng lượng chủ yếu của cơ thể chúng trên ngón trung tâm (ngón thứ ba), với những ngón khác đã suy giảm và tiếp xúc xuống mặt đất một cách rõ ràng. Chi sống sót hiện nay, Equus, đã tiến hóa vào đầu thế Pleistocen và phổ biến nhanh chóng trên toàn thế giới.
Cách đây khoảng 20 triệu năm, họ nhà Equid có một sự thay đổi lớn lao bởi sự thay đổi của môi sinh nơi chúng ở, những cánh rừng rập rạp ở Bắc Mỹ đã biến mất để nhường chỗ cho những cánh đồng cỏ bao la bát ngát. Trong thời kỳ này, loài Equid đã phải thay đổi, biến hóa để thích hợp với môi trường mới và đã nẩy sinh ra nhiều chủng loại khác nhau, với những hình dáng khác nhau. Một số  loài  như loại Merychippus, nặng khoảng 200 kg, điển hình cho loại ngựa chân một ngón hiện nay với hàm răng to lớn thích hợp cho việc nhai cỏ. Những loại khác như Nannippus, là loại ngựa nhỏ ăn lá và hoa quả cho thấy chúng đủ loài, đủ kích thước.
Hầu hết tất cả loài ngựa trong thời kỳ này chân đều có 3 ngón, nhưng có một loại, giống ngựa Hipparion, có hai ngón chân cạnh bên không chấm đất. Đây là loại dẫn đến loại ngựa hiện nay, vì theo thời gian, 2 ngón chân không được dùng đến, càng ngày càng nhỏ đi và cuối cùng thì biến mất. Khi họ Equid tăng trưởng số lượng khác biệt, chúng cũng sống trải dài ra khắp Bắc Mỹ , và qua các dải đất nối liền như cầu, chúng đã sinh sôi đến châu Âu và châu Á, trừ châu Úc.

## Định hình
Ngựa đã sinh sôi khắp nơi từ Bắc Mỹ ,  châu Âu, châu Á cho tới châu Phi trong kỷ băng hà. Tuy nhiên khi khí hậu ngày càng trở nên ấm áp, những vùng đồng bằng băng giá trở thành những khu rừng dầy đặt cách đây khoảng 15 ngàn năm, và môi trường sinh sống của loài ngựa bị hủy diệt, biến mất. Hơn thế nữa, ở Bắc Mỹ, loài ngựa còn bị những người da đỏ thời xưa săn nên bị tuyệt chủng. Loài ngựa cũng suýt chút nữa thì bị tuyệt chủng trên thế giới. Thật ra cách đây khoảng 7000 năm, loài ngựa chỉ được thấy trên thế giới ở một vùng thảo nguyên nhỏ bé giữa Ukraine và Trung Á.